# Akylbek Japarov
Akylbek Usenbekovich Japarov (en kirguís: Акылбек Усенбекович Жапаров; Balikci, República Socialista Soviética de Kirguistán, Unión Soviética, 14 de septiembre de 1964) es un político kirguís que se desempeñó como Presidente del Gabinete de Ministros de Kirguistán desde el 12 de octubre de 2021 hasta el 16 de diciembre de 2024.
Con antecedentes económicos y de ingeniería, Japarov había desempeñado anteriormente varios roles principalmente económicos bajo los gobiernos de Askar Akáyev y Kurmanbek Bakíev, incluso como Ministro de Economía y Finanzas del 26 de marzo de 2005 al 27 de diciembre de 2007 bajo Bakiyev después de la Revolución de los Tulipanes.

## Biografía
Japarov nació el 14 de septiembre de 1964 en Balikci, Provincia de Ysyk-Kol, hijo de Usenbek Japarov, médico, y Begayim Sarynzhieva, ingeniera.
Japarov se graduó de la escuela secundaria del  Komsomol en el distrito de Kochkor en 1981. Durante sus años escolares, fue un destacado líder del Komsomol. En 1986, se graduó con honores de la Universidad Técnica de Kirguistán con un título en ingeniería civil. En 2002, Japarov se graduó de la Academia de Finanzas y Economía de Biskek  con un título en Sistemas de Impuestos Financieros y Gestión de Organizaciones.

### Carrera política
Japarov comenzó su carrera política como jefe del Departamento de Política Juvenil de la administración presidencial de Askar Akáyev de julio de 1992 a 1993. En octubre de 1993, se convirtió en secretario ejecutivo y jefe de gabinete del Partido Socialdemócrata de Kirguistán y ocupó este cargo hasta abril de 1995. De 1995 a 1996, se desempeñó como asistente del Primer Viceprimer Ministro. Fue secretario de la Comisión Nacional del Mercado de Valores de 1996 a noviembre de 1997 y jefe del Departamento de Cobranza de Pagos de la Inspección Fiscal del Estado dependiente del Ministerio de Hacienda desde noviembre de 1997 al 20 de abril de 2000. Desde el 20 de abril de 2000 hasta marzo de 2005, Japarov fue miembro de la Asamblea Legislativa, la antigua cámara alta del Consejo Supremo, como representante del bloque electoral Unión de Fuerzas Democráticas. Fue miembro del grupo parlamentario Regiones de Kirguistán. También se desempeñó como Presidente de la Comisión de Impuestos, Aduanas y Otros Deberes de la Asamblea Legislativa.
Después de que la Revolución de los Tulipanes derrocara al presidente Akayev, Japarov se desempeñó como Ministro de Economía y Finanzas bajo Kurmanbek Bakíev del 26 de marzo de 2005 al 27 de diciembre de 2007. Mantuvo negociaciones intergubernamentales con representantes de Ucrania sobre cooperación comercial, económica, científica, técnica y cultural. Desde el 27 de diciembre de 2007 hasta octubre de 2009, se desempeñó como Ministro de Desarrollo Económico y Comercio. Posteriormente se desempeñó como Primer Viceprimer Ministro desde el 22 de octubre de 2009 hasta 2010. Japarov fue un partidario de que Kirguistán ingresara al programa de países pobres muy endeudados (HIPC) del Banco Mundial y el Fondo Monetario Internacional (FMI).
El 1 de junio de 2021, Japarov fue nombrado vicepresidente del gabinete de ministros y ministro de Economía y Finanzas por el presidente Sadyr Zhaparov. El 12 de octubre de 2021, por decreto del presidente Zhaparov, Akylbek Japarov se convirtió en presidente en funciones del Gabinete de Ministros, en sustitución de Ulukbek Maripov. El 13 de octubre de 2021, Akylbek Japarov fue nombrado Presidente del Gabinete de Ministros de Kirguistán por el presidente Sadyr Zhaparov.